# Dinochloa petasiensis
Dinochloa petasiensis är en gräsart som beskrevs av Elizabeth A. Widjaja. Dinochloa petasiensis ingår i släktet Dinochloa och familjen gräs. Inga underarter finns listade i Catalogue of Life.